# Linda Bement
Linda Bement (2 tháng 11 năm 1941 - 19 tháng 3 năm 2018) là một hoa hậu đến từ bang Utah, nước Mỹ. Bà là người phụ nữ Utah thứ hai giành danh hiệu Miss USA và người thứ ba của Hoa Kỳ đăng quang tại Hoa hậu Hoàn vũ.